# Convento de São Francisco (Angra do Heroísmo)

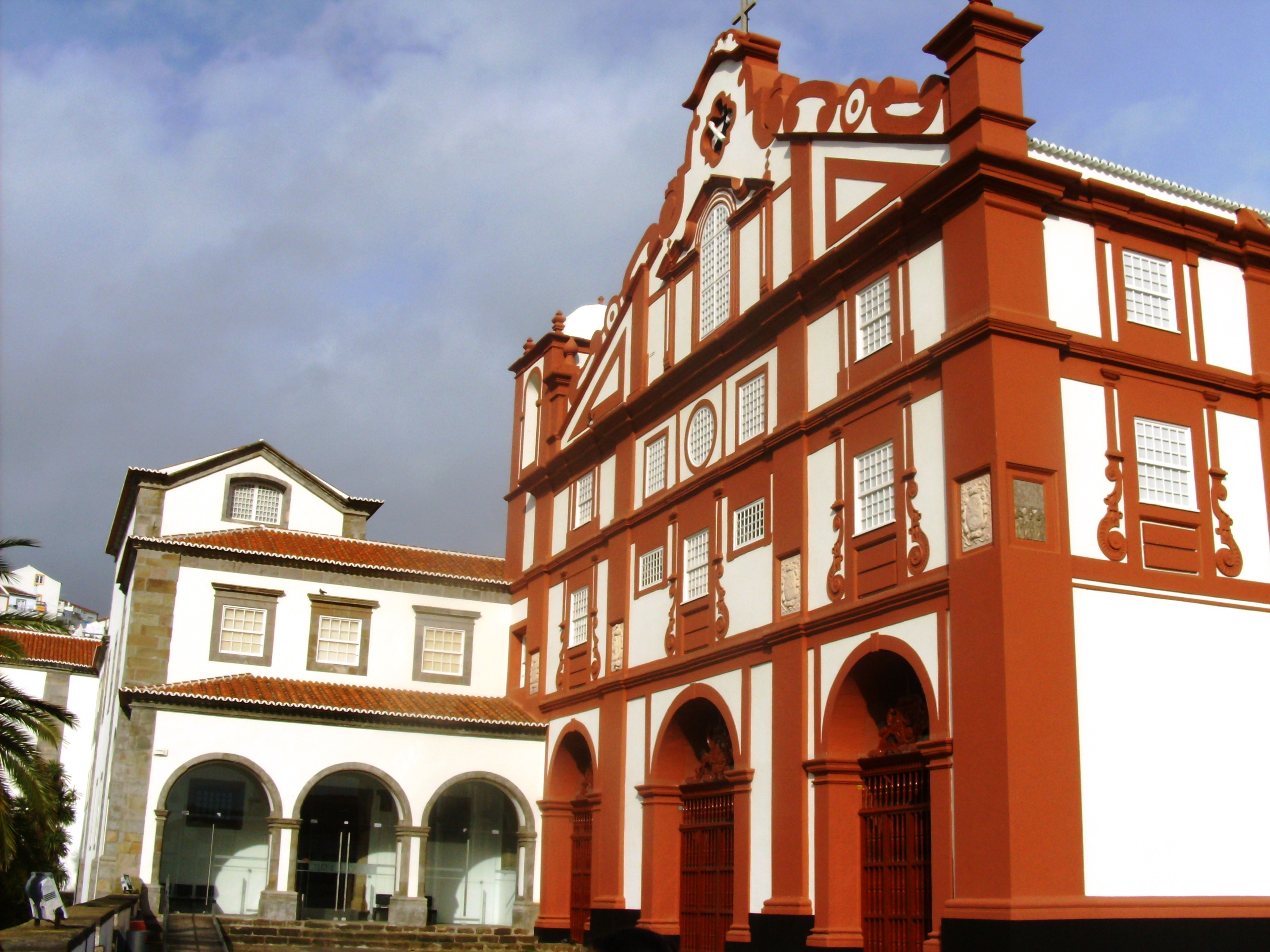
Convento de São Francisco: em primeiro plano, a igreja.

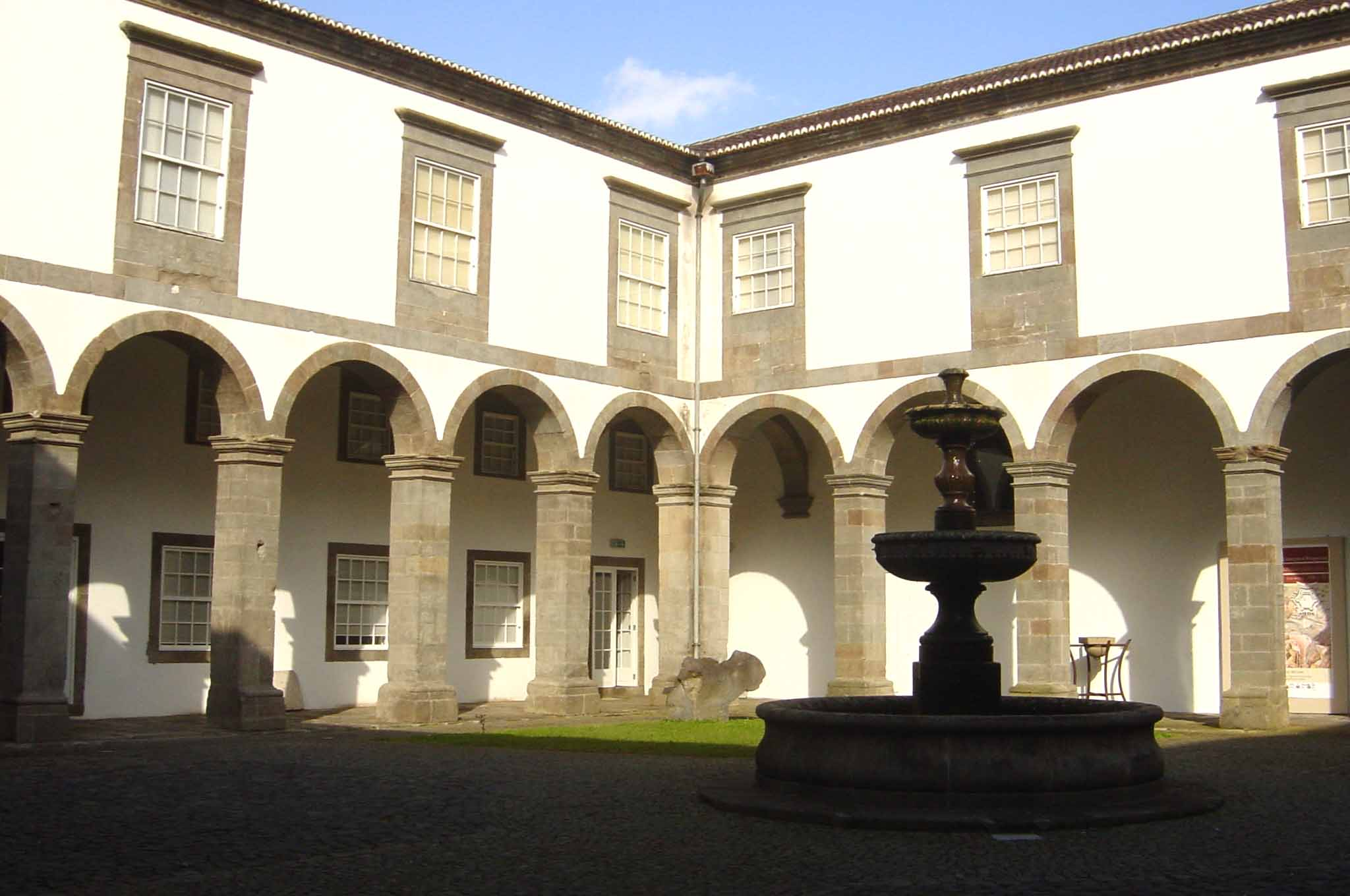
Igreja de São Francisco: claustro.

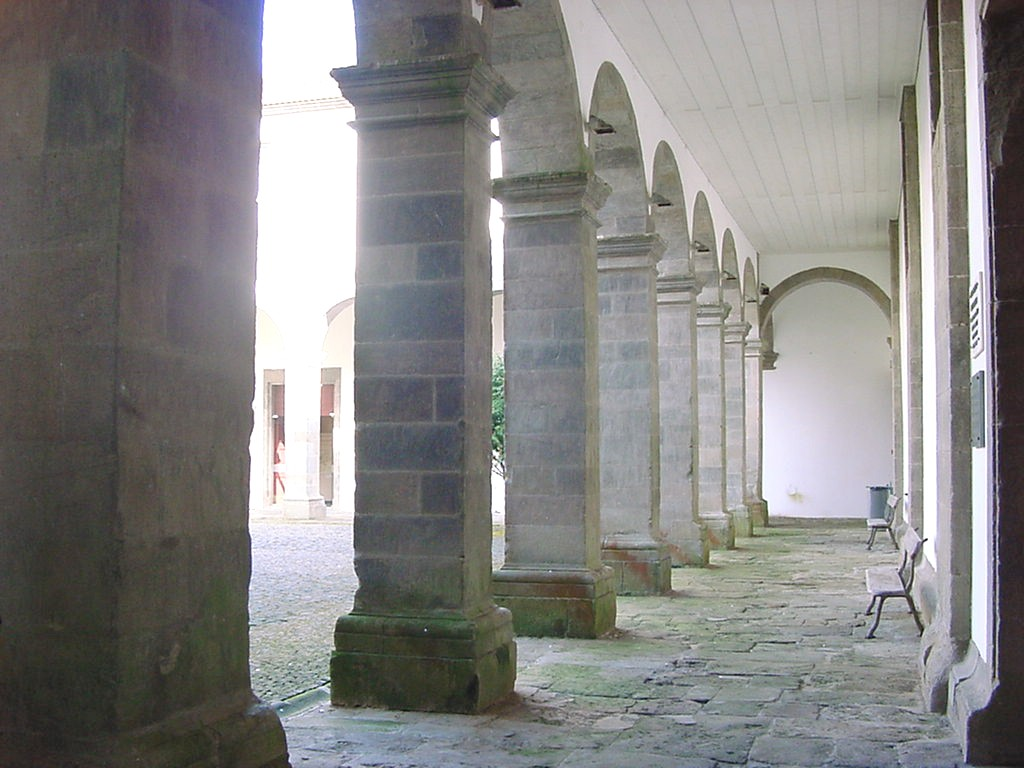
Igreja de São Francisco: colunata.

O Convento de São Francisco, também designado por Igreja de Nossa Senhora da Guia, popularmente conhecida como Igreja do Convento de  São Francisco, localiza-se no Centro Histórico de Angra do Heroísmo na Ilha Terceira, nos Açores.
É um dos templos de maiores dimensões no arquipélago. O convento era a sede da Província franciscana de São João Evangelista, que congregava os religiosos franciscanos dos Açores.
As instalações conventuais albergam atualmente um dos polos do Museu de Angra do Heroísmo.
O Convento de São Francisco encontra-se classificado como Imóvel de Interesse Público desde 1967.

## História
Os primeiros franciscanos chegaram à Terceira por volta de 1456 e desde cedo trataram de edificar uma ermida e mais tarde, em 1470, um convento.
Esse primitivo conjunto (convento e ermida) foi demolido, dando lugar ao atual, maior e mais imponente. Em 1663, reunidos por Frei Naranjo os donativos necessários às obras, estas tiveram início. Três anos mais tarde, os dormitórios e as oficinas estavam concluídos e, a 6 de Março de 1666, era colocada solenemente a primeira pedra do novo templo.
A 1 de Outubro de 1672, concluídas as obras, procedia-se à bênção, pelo então bispo de Angra, D. Frei Lourenço de Castro, após procissão solene em que tomaram parte as autoridades civis, militares e eclesiásticas da ilha.
Aqui esteve hospedado António I de Portugal quando de sua estada na ilha.
Após a Revolução do Porto (1820), com a difusão das idéias de cunho liberalista no país e no arquipélago, aqui foram recolhidos, em 1823, quatro clérigos cinco frades e onze seculares, por professarem esses ideais. O grupo foi detido na Praia e conduzido sob escolta militar até Angra. Entraram no convento pela chamada "Porta dos Carros", uma vez que o adro se encontrava repleto de populares, armados com "ferros cortantes de toda a espécie", que tentavam linchar esses "pedreiros livres" e "sevandijas".
No contexto da Guerra Civil Portuguesa (1828-1834), em maio de 1829, a Junta Provisória acusou os franciscanos de serem "baluartes da infidelidade" e, em dezembro desse mesmo ano, o convento recebeu ordens para enviar todos os seus frades para a Praia (exceto três para os serviços religiosos), uma vez que as suas instalações eram requisitadas para aquartelar o Regimento Provisório de Infantaria, sob o comando do tenente-coronel Bartolomeu Salazar Moscoso.
Com a extinção das ordens religiosas em Portugal (1834), e a criação do Liceu de Angra do Heroísmo (1844), as suas dependências passaram a ser utilizadas por esta instituição, que, sob a direção do padre Jerónimo Emiliano de Andrade, foram instaladas no lado Oeste do edifício (voltado para o centro histórico da cidade). As aulas iniciaram-se em Outubro de 1851, entretanto ainda com sérias deficiências por falta de professores e de instalações adequadas.
Posteriormente, em 1862, no lado Este do edifício, foi inaugurado o Seminário Diocesano de Angra e, em 1864, instalado a primeira estação meteorológica da Terceira, na ala Noroeste (na subida para o Alto da Memória).
Em 1900 as instalações do Liceu de Angra foram transferidas para o Palácio Bettencourt, antigo Paço Episcopal, tendo retornado poucos anos mais tarde, em 1913, após a Implantação da República Portuguesa. Durante o Estado Novo Português o Liceu era simplesmente referido como "Liceu Nacional de Angra do Heroísmo", tendo sido transferido para um imóvel próprio no ano lectivo de 1968-1969.
Encontra-se classificado como Imóvel de Interesse Público pelo Decreto n.º 47 508, de 24 de janeiro de 1967, classificação consumida por inclusão no conjunto classificado da Zona Central da Cidade de Angra do Heroísmo, conforme a Resolução n.º 41/80, de 11 de Junho, e artigo 10.º e alínea a) do artigo 57.º do Decreto Legislativo Regional n.º 29/2004/A, de 24 de Agosto.
Atualmente, as dependências do convento são ocupadas pelo Museu de Angra do Heroísmo, que conserva algumas das pedras trabalhadas pertencentes ao primitivo conjunto.
A igreja é considerada panteão; nela se encontram sepultadas figuras notáveis como as de João Vaz Corte-Real e Paulo da Gama, irmão de Vasco da Gama. A sepultura de Paulo da Gama encontrava-se na primitiva Capela de Nossa Senhora da Guia, hoje desaparecida.
Em janeiro de 2012 foi concluída a restauração do órgão, construído em 1788 por António Xavier Machado e Cerveira com o número 22, e que se constitui no mais antigo deste construtor no arquipélago. Em muito mau estado de conservação, foi atingido pela derrocada parcial de um dos arcos do templo quando do terramoto de 1980, sendo desmontado em 1981. As obras ficaram a cargo de Dinarte Machado, com recursos da Direção Regional da Cultura. A recuperação deste órgão encerrou o restauro de todos os órgãos históricos de Angra do Heroísmo.

## Características
O interior da igreja é amplo, dividido em três naves, com planta no formato de uma cruz cujo topo forma a capela-mor, também bastante espaçosa.
Sobre o pórtico da entrada eleva-se o magnífico coro do convento.